# 630
630 (DCXXX na numeração romana) foi um ano comum do século VII, do Calendário Juliano, da Era de Cristo, teve início e fim em uma segunda-feira, com a letra dominical G. Segundo o horóscopo chinês, foi o ano do Tigre.
| ano completo                         |
| ------------------------------------ |
| Ano comum com início à segunda-feira |

## Eventos
- Guerra Santa - início da expansão islâmica.